# Trichaptum perrottetii
Trichaptum perrottetii är en svampart som först beskrevs av Joseph-Henri Léveillé, och fick sitt nu gällande namn av Leif Ryvarden 1972. Trichaptum perrottetii ingår i släktet Trichaptum och familjen Polyporaceae.   Inga underarter finns listade i Catalogue of Life.